# 圣方济各商场
圣方济各商场（Galeries Saint-François）是瑞士沃州洛桑的一个商场，靠近圣方济各广场。
圣方济各商场建于1907年-1909年，由贵族宫殿改建而成。商场包括两层楼，设有各种商店，办公室和豪华酒店，以及一间餐厅。
该建筑被列入瑞士国家和区域重要文化财产名录。